# Javno vlasništvo
Javno vlasništvo pravno gledano je javno dobro, takvo koje ne podliježe niti Zakonu o autorskim pravima niti Zakonu o vlasništvu.
Djelo postaje javnim vlasništvom ako autor odluči na njega ne položiti autorska prava ili ih se u jednom trenutku odluči odreći. Za književna i umjetnička djela odricanje je eksplicitno nužno jer u skladu s Bernskom konvencijom iz 1886., koju je ratificirala i Hrvatska, takva djela automatski po nastanku postaju zaštićena autorskim pravom.
Djelo koje je jednom predano u javno vlasništvo od tog trenutka može biti proizvoljno korišteno, a prava na samo djelo u svom nepromijenjenom obliku ne može više položiti nitko (osim u Njemačkom pravnom sustavu, gdje je potpuno odricanje nemoguće).

## Javno vlasništvo i autorska djela u Hrvatskoj
Za autorska djela u Hrvatskoj od 27. srpnja 1999. (NN 76/99) vrijedi pravilo [život autora + 70], što znači da 70 godina poslije autorove smrti njegova djela postaju javnim dobrom. Što se tiče obrada, prijevoda i sličnih modifikacija, na njih se primjenjuje isto pravilo.
Međutim, ovaj se zakon odnosi samo na djela pod zaštitom u vrijeme njegova stupanja na snagu, a prema prethodnom zakonu rok trajanja imovinskih prava bio je [život autora + 50].
Zbog toga su u Hrvatskoj javno dobro objavljena djela svih autora koji su preminuli do 31. prosinca 1948., uključujući i taj dan.
Djela koja nisu objavljena nisu javno dobro, nego kad na njima prestane autorsko pravo [život autora + 70], nakladnik koji ih objavi ima pravo [godina objavljivanja + 25], naravno takvo pravo vrijedi samo za prvo objavljivanje.

### Napomena
Članak 87. starog Zakona, tj. Zakona iz 1991. godine, kaže: 
Stoga autorska prava ističu uvijek 31. prosinca, ne na dan kad je autor umro odnosno kad je djelo objavljeno.
Članak 105. novog Zakona (iz 1999./2003./2007. godine) sadrži istovrijednu odredbu ponešto drugačije oblikovanu:

## Poveznice
- Autorsko pravo
- Projekt Gutenberg
- Wikipedija:Tekst GNU-ove Licence za slobodnu dokumentaciju

## Vanjske poveznice
- Stari Zakon o autorskom pravu iz 1991. s izmjenama iz 1993. (NN 53/91. i 58/93., pročišćeni tekst 9/99.) – život autora + 50 godina
- Zakon o izmjenama i dopunama Zakona o autorskom pravu iz 1999. (NN 76/99.) – život autora + 70 godina
- Zakon o autorskom pravu i srodnim pravima iz 2003. (NN 167/03.) – život autora + 70 godina
- Zakon o autorskom pravu i srodnim pravima iz 2021. (NN 111/2021) - život autora + 70 godina